# Jan van Gavere
Jan van Gavere (ca. 1385 - Liedekerke, 10 maart 1439), genaamd De Liedekerke, was bisschop van Kamerijk.
Hij was een zoon van Arnold II van Gavere (†1414), heer van Liedekerke, Ressegem, Lens en Herchies, en van Margarethe van Bautersem of van Berghen. Hij had drie broers die voor hem stierven:
- Hendrik van Gavere, sneuvelde in 1415 in de Slag bij Azincourt. Hij was getrouwd met Katheine Sersanders, maar bleef zonder nakomelingen.
- Philip van Gavere, sneuvelde in 1415 in de Slag bij Azincourt. Hij had een zoon die in 1416 overleed.
- Arnold III van Gavere († ca. 1426), overleed zonder wettige nakomelingen.

Na de dood van Arnold III erfde Jan de heerlijkheden die aan de familie toebehoorden.
In 1411 was hij bisschop van Kamerijk geworden als opvolger van Pierre d'Ailly, een ambt dat hij uitoefende tot in 1436. Hij betoonde zich een bisschop met goede pastorale kwaliteiten. Hij nam ontslag om te worden opgevolgd door Jan VI van Bourgondië, bastaardzoon van Jan zonder Vrees.
In 1435 nam hij deel aan het Congres van Atrecht, waar gezocht werd naar de modaliteiten om vrede te bereiken tussen de koning van Frankrijk enerzijds, de koning van Engeland en de hertog van Bourgondië anderzijds.
Na zijn overlijden op het kasteel van Liedekerke, werd hij bijgezet in een grafmonument in de kathedraal van Kamerijk. Zijn twee in Azincourt gesneuvelde broers werden naast hem begraven.